# 澳門攝影學會

澳門攝影學會標誌

澳門攝影學會（The Photographic Society of Macau）簡稱PSM，成立於1958年1月25日，是澳門其中一個最重要和最知名的攝影組織，現時會員人數目約六百多人。

## 主要活動
- 雙月賽 - 每兩個月舉辦一次，只限會員參加，分為甲組和乙姐。
- 國際攝影展覽 - 兩年舉辦一次，今年已是第十三屆。
- 會員作品展 - 同樣是兩年舉辦一次，展示會員的攝影作品。下次舉辦時間是2006年。
- 會員個人或專題攝影展覽 - 定期舉辦活動。
- 攝影班 - 每年協助政府青年廳舉辦多期攝影班。
- 協辦攝影比賽 - 協助政府機構，社團會員作品展號舉辦專題攝影比賽。
- 旅遊攝影創作 - 舉行旅遊攝影創作等活動等。

## 外部連結
- 澳門攝影學會網站 （页面存档备份，存于）
- 澳門攝影學會facebook專頁 （页面存档备份，存于）